# Cieplewo
Cieplewo (niem. Zipplau) – wieś w Polsce położona w województwie pomorskim, w powiecie gdańskim, w gminie Pruszcz Gdański. Przez wieś przebiegają 2 linie kolejowe: nr 9 Warszawa Wschodnia – Gdańsk Gł.
i nr 260 Zajączkowo Tczewskie – Pruszcz Gdański.
Transport publiczny jest obsługiwany przez kolej – Przewozy Regionalne (przystanek osobowy Cieplewo), a także przez linie komunikacji gminnej nr 842 i 844.
W latach 1945–1998 miejscowość należała do województwa gdańskiego.
Przy dawnym przejeździe kolejowo-drogowym znajduje się kapliczka z napisem Za kolegów, którzy zginęli w obozie Stutthof. Ufundował Izydor Gajewczyk 15 V 1949.

## Historia
Cieplewo istniało już w XIII wieku. W 1378 wzmiankowane jako Zcipellow. Miejscowość zlokalizowana była głównie na niewielkim wzniesieniu od strony zachodniej dawnej doliny rzeki Kłodawki. Stare koryto Kłodawki otaczało i opływało wieś aż do roku 1336, w którym to komtur krzyżacki von Hrusberg z Malborka nakazał skierować bieg rzeki do istniejącego do dziś nowego koryta, wśród wzniesionych ponad 600 lat temu wałów, w kierunku Grabiny-Zameczek aż do Motławy. W Cieplewie istniał w latach około 1350 - 1450 dwór krzyżacki zarządzany z Malborka. W latach od roku 1400 do 1410 (rok bitwy pod Grunwaldem) gromadzono w nim zapasy żywności, licząc zapewne na długotrwałą wojnę zakonu z Polską. Wieś należąca do Gdańskiej Wyżyny terytorium miasta Gdańska położona była w drugiej połowie XVI wieku w województwie pomorskim. W 1595 obowiązek pańszczyźniany był realizowany poprzez dostawę cegieł z 18 włók należących do wsi. Pozostałe 2 włóki gruntów znajdowały się we władaniu sołtysa i były zwolnione z płacenia czynszu. Ponadto mieszkańcy zobowiązani byli na mocy tzw. raduńskiego porządku do utrzymywania w należytym porządku przydzielonego odcinka Raduni celem zapobieżenia powodzi.
W latach 1773–1918 Cieplewo znajdowała się w zaborze pruskim, w 1919 znalazło się na terenie Wolnego Miasta Gdańska. 1 września 1939 zostało włączone do III Rzeszy. Wiosną 1945 roku Cieplewo znalazło się ponownie w Polsce.
W 1965 we wsi odkryto osadę wschodniopomorską datowaną na wczesny i środkowy okres lateński (przedrzymski).

## Współczesność

### Ośrodek Kultury, Sportu i Rekreacji Gminy Pruszcz Gdański z siedzibą w Cieplewie (OKSiR)
14 października 2011 roku w Cieplewie otworzono nową, powstałą kosztem 6 mln zł siedzibę istniejącego od 2008 r. Ośrodka Kultury Sportu i Rekreacji Gminy Pruszcz Gdański (OKSiR). Jednostka ta zajmuje się prowadzeniem działalności kulturalnej i sportowej mieszkańców Gminy oraz upowszechnianiem i promocją kultury i sztuki lokalnej, sportu i rekreacji wśród dzieci, młodzieży i dorosłych. Przeniesienie siedziby z Łęgowa było podyktowane poszerzeniem  zakresu działalności OKSiR. Obiekt w Cieplewie składa się z sali kolumnowej, herbowej, kinowo-teatralnej, pracowni malarstwa sztalugowego, gabinetów muzyki, galerii oraz centrum fitness. Oprócz codziennej działalności, OKSiR prowadzi m.in. następujące inicjatywy: Żuławski Tulipan, Olimpiada Sołectw, Dzień Seniora „Kto się śmieje ten nie płacze” i Dożynki Gminy Pruszcz Gdański. 28 lutego 2014 sala widowiskowa OKSiR została włączona do programu PISF "Kino za Rogiem" jako jedyne kino w woj. pomorskim.  